# Antico calendario macedonico
L'antico calendario macedonico era un calendario lunare in uso in Macedonia dal I millennio a.C.. Era costituito da 12 mesi sinodici-lunari (pari a 354 giorni per anno), che aveva bisogno di mesi intercalari per rimanere al passo con le stagioni. Con il tempo questo calendario venne utilizzato anche in epoca ellenistica, in totale erano aggiunti sette embolimoi (mesi intercalari) in ogni ciclo metonico di 19 anni. I nomi dell'antico calendario macedonico rimasero in uso in Siria fino all'era cristiana. Il calendario macedonico era in sostanza identico al calendario babilonese, con la sola sostituzione dei nomi macedonici a quelli babilonesi. Un esempio da un'iscrizione del VI secolo dalla Decapoli in Giordania, riporta del calendario solare macedonico, che iniziava con il mese di Audynaeus. Il calendario di tipo solare venne introdotto più tardi con il calendario giuliano. Nella provincia romana di Macedonia entrambi i calendari rimasero in uso. Quello romano è attestato nell'iscrizione con il nome Kalandôn gen. καλανδῶν calendae ed il macedonico con quello di Hellenikei dat.  Ἑλληνικῇ ellenico. Ed infine una scritta da Cassandreia del 306-298 a.C. che riporta del mese Ἀθηναιῶν Athenaion, suggerendo che alcune città potevano avere dei loro mesi perfino dopo il IV secolo a.C., periodo di massima espansione macedone.
- Δίος (Dios, luna di ottobre);
- Ἀπελλαῖος (Apellaios, luna di Novembre, come pure il mese Doriano - Apellaiōn era un mese dell'isola greca di Tino);
- Αὐδυναῖος or Αὐδναῖος (Audunaios or Audnaios, luna di dicembre, mese anche dell'isola di Creta);
- Περίτιος (Peritios, luna di gennaio e festival del mese; Peritia);
- Δύστρος (Dystros, luna di febbraio);
- Ξανδικός o Ξανθικός (Xandikos o Xanthikos, luna di marzo e festival del mese; Xanthika, purificazione dell'esercito, Esichio);
  - Ξανδικός Ἐμβόλιμος (Xandikos Embolimos, intercalato sei volte in un ciclo di 19 anni);
- Ἀρτεμίσιος o Ἀρταμίτιος (Artemisios o Artamitios, luna di aprile, come pure mese spartano, di Rodi ed Epidauro - Artemisiōn era un mese ionico);
- Δαίσιος (Daisios, mese di maggio);
- Πάνημος o Πάναμος (Panēmos o Panamos, mese di giugno, come pure mese di Epidauro, di Mileto, di Samo e Corinto);
- Λώιος (Lōios, luna di luglio - Ὀμολώιος, Homolōios, era anche un mese in Etolia, Beozia e Tessaglia);
- Γορπιαῖος (Gorpiaios, luna di agosto);
- Ὑπερβερεταῖος (Hyperberetaios, luna di settembre - Hyperberetos era un mese di Creta);
  - Ὑπερβερεταῖος Ἑμβόλιμος (Hyperberetaios Embolimos, intercalato una volta in un ciclo di 19 anni).

## Anno di numerazione
Sotto l'Impero seleucide, i Macedoni adottarono l'Era seleucide. L'anno cominciava il primo del mese di Dios durante il mese che noi identifichiamo con l'ottobre del 312 a.C., e che rappresentò il primo anno dell'Era seleucide.